# (1740) Paavo Nurmi
(1740) Paavo Nurmi – planetoida z pasa głównego asteroid okrążająca Słońce w ciągu 3 lat i 320 dni w średniej odległości 2,47 au. Została odkryta 18 października 1939 roku w Obserwatorium Iso-Heikkilä w Turku przez Yrjö Väisälä. Nazwa planetoidy pochodzi od Paavo Nurmi (1897-1973), fińskiego biegacza. Przed nadaniem nazwy planetoida nosiła oznaczenie tymczasowe (1740) 1939 UA.